# Chư Pưh (huyện)
Chư Pưh (đọc là Chư-Pứ) là một huyện cũ thuộc tỉnh Gia Lai, Việt Nam.

## Địa lý
Huyện Chư Pưh nằm ở phía nam của tỉnh Gia Lai, nằm cách thành phố Pleiku khoảng 60 km về phía nam dọc theo Quốc lộ 14, có vị trí địa lý:
- Phía đông giáp huyện Phú Thiện
- Phía tây giáp huyện Chư Prông
- Phía nam giáp huyện Ea Súp và huyện Ea H'leo thuộc tỉnh Đắk Lắk
- Phía bắc giáp huyện Chư Sê.[1]

Huyện Chư Pưh có diện tích 718,05 km², dân số năm 2023 là 83.232  người, mật độ dân số đạt 99 người/km².

## Lịch sử
Địa bàn huyện Chư Pưh hiện nay trước đây vốn là 3 xã: Ia Hrú, Ia Le, Nhơn Hòa và một phần xã Ia Ko thuộc huyện Chư Prông.
Ngày 17 tháng 8 năm 1981, chuyển 4 xã: Ia Hrú, Ia Ko, Ia Le và Nhơn Hòa sang trực thuộc huyện Chư Sê mới thành lập.
Ngày 9 tháng 11 năm 2000, Chính phủ ban hành Nghị định 67/2000/NĐ-CP. Theo đó: 
- Thành lập xã Ia Phang trên cơ sở 12.710,5 ha diện tích tự nhiên và 5.214 người của xã Nhơn Hòa
- Thành lập xã Ia Dreng trên cơ sở 2.351,7 ha diện tích tự nhiên và 2.486 người của xã Ia Hrú.

Ngày 16 tháng 2 năm 2005, thành lập xã Ia Hla trên cơ sở 12.447 ha diện tích tự nhiên và 2.283 người của xã Ia Ko.
Ngày 21 tháng 4 năm 2006, thành lập xã Ia Blứ trên cơ sở 19.114,50 ha diện tích tự nhiên và 4.688 nhân khẩu của xã Ia Le.
Ngày 17 tháng 4 năm 2008, thành lập thị trấn Nhơn Hòa trên cơ sở 2.100,00 ha diện tích tự nhiên và 10.500 người của xã Nhơn Hòa. Xã Nhơn Hòa còn lại 3.889,50 ha diện tích tự nhiên, 1.840 người và đổi tên thành xã Chư Don.
Ngày 27 tháng 8 năm 2009, thành lập xã Ia Rong thuộc huyện Chư Sê trên cơ sở điều chỉnh 2.311,18 ha diện tích tự nhiên và 4.518 người của xã Ia Hrú, xã Ia Hrú còn lại 3.951,31 ha diện tích tự nhiên và 7.199 người. 
Đồng thời, thành lập huyện Chư Pưh trên cơ sở điều chỉnh 71.695,02 ha diện tích tự nhiên và 54.890 người của huyện Chư Sê.
Sau khi thành lập, huyện Chư Pưh có 71.695,02 ha diện tích tự nhiên và 54.890 người với 9 đơn vị hành chính trực thuộc, bao gồm thị trấn Nhơn Hòa (huyện lỵ) và 8 xã: Ia Le, Ia Blứ, Ia Phang, Chư Don, Ia Dreng, Ia Hla, Ia Hrú, Ia Rong.

## Hành chính
Huyện Chư Pưh có 9 đơn vị hành chính cấp xã trực thuộc, bao gồm thị trấn Nhơn Hòa (huyện lỵ) và 8 xã: Chư Don, Ia Blứ, Ia Dreng, Ia Hla, Ia Hrú, Ia Le, Ia Phang, Ia Rong.